# Pansemityzm
Pansemityzm, także Panshemiyut (z gr. pan = „wszystko” + „Semici”) – doktryna polityczna głosząca zjednoczenie ludów semickich. Chociaż większość wysiłków pansemickich miała miejsce pomiędzy Arabami i Żydami, mogą one obejmować również Asyryjczyków, Amharów, Tigrajczyków, Samarytan, Mandejczyków i Maltańczyków.

## Założenia
Za twórcę koncepcji uważany jest Joshua Radler Feldmann (1880–1957), który sformułował termin w 1903 roku. W swoich poglądach zakładał zintegrowanie Żydów i Arabów w jednym państwie, ze względu na ich więź kulturową i religijną, dążąc do utworzenia dwunarodowego państwa Palestyny, zamiast żydowskiego państwa Izrael. Jednocześnie przeciwstawiał się europejskiemu, szowinistycznemu nacjonalizmowi, uznając iż tworzy on sztuczne podziały między Żydami i Arabami, których postrzegał jako bratnie narody, dzielące to samo pochodzenie etniczne.
Do innych propagatorów pansemityzmu należeli m.in.: Mosche Yaakov Ben-Gavriel i Kadmi Cohen.